# Дойл Вольфганг фон Франкенштейн
Дойл Вольфганг фон Франкенштейн (англ. Doyle Wolfgang von Frankenstein, имя при рождении — Пол Дойл Кайафа (англ. Paul Doyle Caiafa), 15 сентября 1964, Лодай, Нью-Джерси) — американский гитарист, наиболее известный по работе с хоррор-панк группой Misfits и как основатель собственного проекта Doyle.

## Ранняя жизнь
Пол Дойл Кайафа родился 15 сентября 1964 года в городке Лодай, штат Нью-Джерси. Он поступил в среднюю школу на два года позже своего старшего брата, Джерри. Играл в школьной футбольной команде 4 года, закончил школу в 1982 году.

## Карьера

### 1980—1983: Misfits времён Гленна Данцига
Дойл, младший брат басиста Misfits, Джерри Онли, изначально был роуди группы, и его учили игре на гитаре ведущий вокалист Гленн Данциг и брат Дойла, Джерри. Музыкант присоединился к Misfits в октябре 1980 года в возрасте 16 лет. Дойл был третьим гитаристом группы, заменив Бобби Стила (The Undead) после того, как Стил не явился на запись. Джерри и Дойл финансировали группу, работая в механической мастерской своего отца.
Подобно Гленну и Джерри, Дойл включил в свой образ причёску в стиле devilock.

### 1987—1989: Kryst the Conqueror

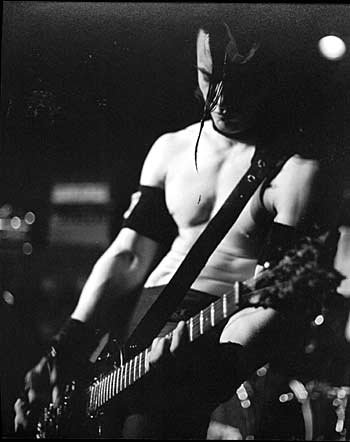
Дойл в 1983 году

В 1987 году, через четыре года после роспуска Misfits, Дойл и Джерри вместе с барабанщиком The Murp создали метал-группу Kryst The Conqueror. Избранные песни из альбома были выпущены звукозаписывающим лейблом Джерри Онли Cyclopian Music в качестве мини-альбома с участием приглашенного гитариста Дэйва «Змея» Сабо из рок-группы Skid Row.

### 1995—2000: соло-гитарист Misfits
В 1995 году Джерри Онли урегулировал судебную тяжбу с сооснователем Misfits Гленном Данцигом во внесудебном порядке, что фактически позволило ему получить права на название группы.
Дойл и Джерри реформировали Misfits в 1995 году, при этом Джерри выступал в качестве номинального лидера группы, Майкл Грэйвс — вокалистом, а Dr. Chud — барабанщиком. Группа выпустила два новых полноформатных альбома.

### 2000-е: тур с Danzig и создание Gorgeous Frankenstein
В 2005 году Дойл уехал из Нью-Джерси в Лас-Вегас и начал прослушивание музыкантов для своей собственной группы Gorgeous Frankenstein.
В том же году он неоднократно выступал на сцене с Danzig на протяжении тура «Danzig’s Blackest of the Black». Они встретились снова в 2007 году, когда Gorgeous Frankenstein отыграли свой первый тур на разогреве у Danzig. В этот состав входили Аргайл Гулсби из Blitzkid, Dr. Chud и Gorgeous George. С тех пор Doyle несколько раз к ним присоединялись, чтобы отыграть 30-минутные сеты классических песен Misfits.
Во втором квартале 2011 года бывший вокалист Danzig и гитарист Doyle четыре раза исполнили песни Misfits в рамках тура «Danzig Legacy». Первый из четырёх концертов, который состоялся 7 октября в Чикаго в качестве одного из хедлайнеров фестиваля Riot Fest, собрал аншлаг с более чем 5000 зрителями. Последнее настоящее шоу «Danzig Legacy» состоялось на Хэллоуин в Gibson Amphitheatre в Лос-Анджелесе с более чем 7000 проданными билетами.
В 2012 году «Danzig and Doyle» выступили хедлайнерами на нескольких мировых фестивалях и отыграли вместе более 70 концертов. Danzig отыграли свой сет до того, как Doyle присоединились к нему на сцене, чтобы исполнить сет из песен Misfits.

### 2010-е: сольная деятельность

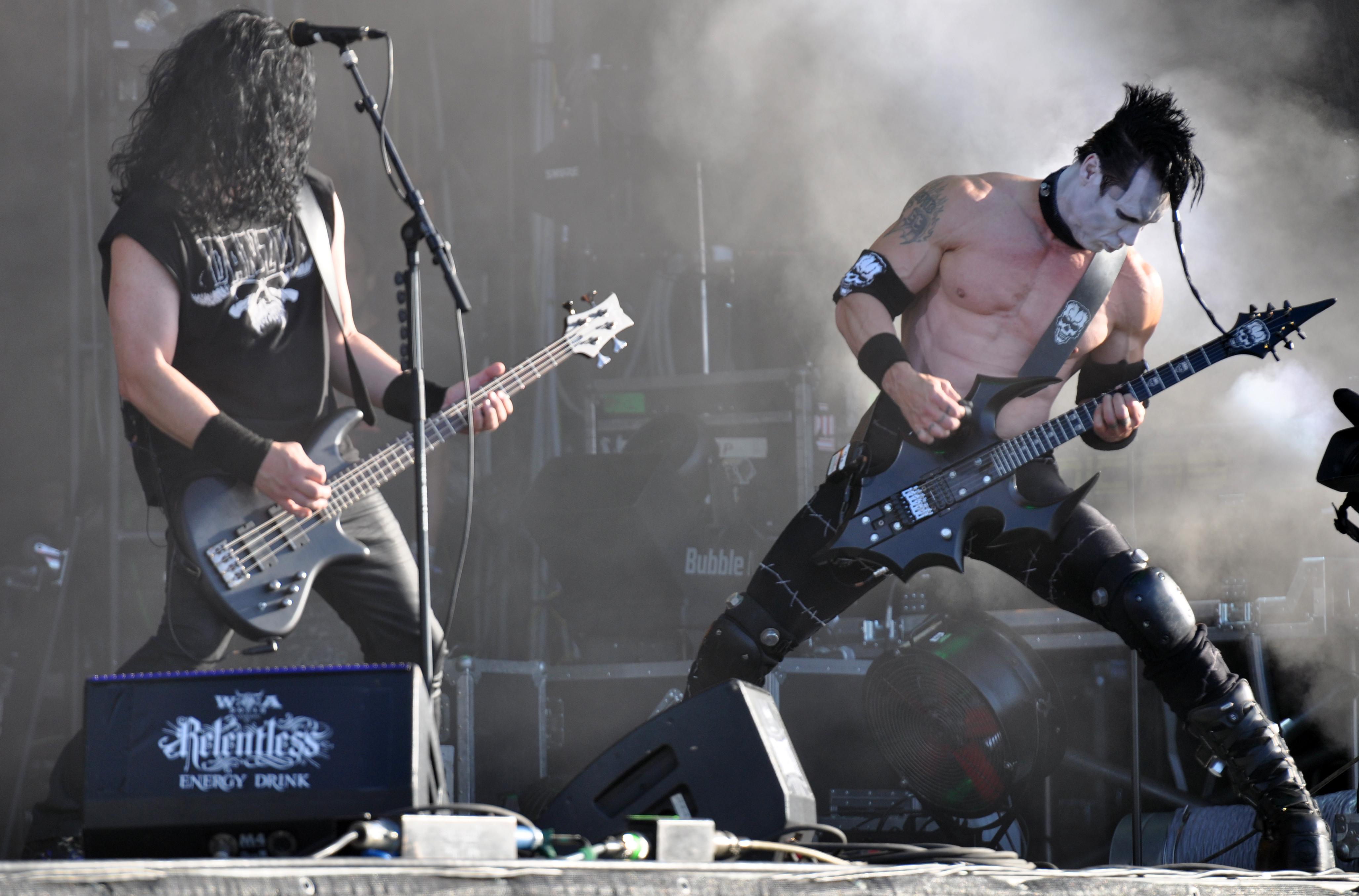
Дойл со Стивом Зингом из Danzig в 2013 году

2013 год ознаменовался формированием сольного проекта Дойла под одноимённым названием Doyle. В состав группы входили Алекс Стори из Cancerslug на вокале, Dr. Chud из Misfits второй эры на барабанах и «Леворукий» Грэм на бас-гитаре.
Дебютный альбом Abominator был выпущен 30 июля 2013 года в цифровом виде с помощью дистрибьютерской компании INgrooves (Fontana Distribution) на сервисах iTunes, Google Play и Deezer. Альбом распространялся с помощью компаний Altavoz (США), Nippon Columbia (Япония) и Cargo Records (Европа).
Альбом был независимо спродюсирован и выпущен компанией Дойла Monsterman Records. Официальный релиз компакт-диска состоялся в октябре 2013 года в крупных розничных сетях, таких как Best Buy и FYE. Был также «контрольный экземпляр» (англ. advanced copy), который продавался на концертах Danzig в рамках «Legacy Tour», а также на официальном сайте Дойла. В этой версии альбома отсутствует 13-й трек, выпущенный в финальной версии под названием «Drawing Down The Moon».
В мае 2014 года Дойл объявил, что он объединится с Аланом Робертом, басистом Life of Agony, для специального Хэллоуиновского выпуска комиксов Роберта Killogy, отмеченных наградами. Роберт сказал, что это продолжение его оригинальной серии комиксов Killogy, но выпуск будет касаться персонажа Дойла. Выпуск был опубликован IDW Publishing.
Дойл отправился в турне «Abominator Tour» в марте 2015 года, выступив в апреле на разогреве у Mushroomhead. Dr. Chud покинул группу незадолго до первого тура «Annihilate America» в 2014 году и был заменен Энтони «Tiny» Бьюзо в середине тура 2015 года. Вскоре после этого «Tiny» заявил, что больше не будет играть с группой и не продолжит выступление до конца тура. Сразу же была найдена замена: Брэндон Перцборн, последний гастрольный барабанщик Black Flag. «Леворукого» Грэма заменили в туре 2015 года, и вместо него в группе был басист Дитрих Тралл.
12 мая 2016 года было объявлено, что Гленн Данциг, Джерри Онли и Дойл впервые за 33 года выступят вместе как «The Original Misfits». Они воссоединились для двух выступлений в сентябре 2016 года на фестивале Riot Fest в Чикаго и Денвере.

## Стиль и оборудование

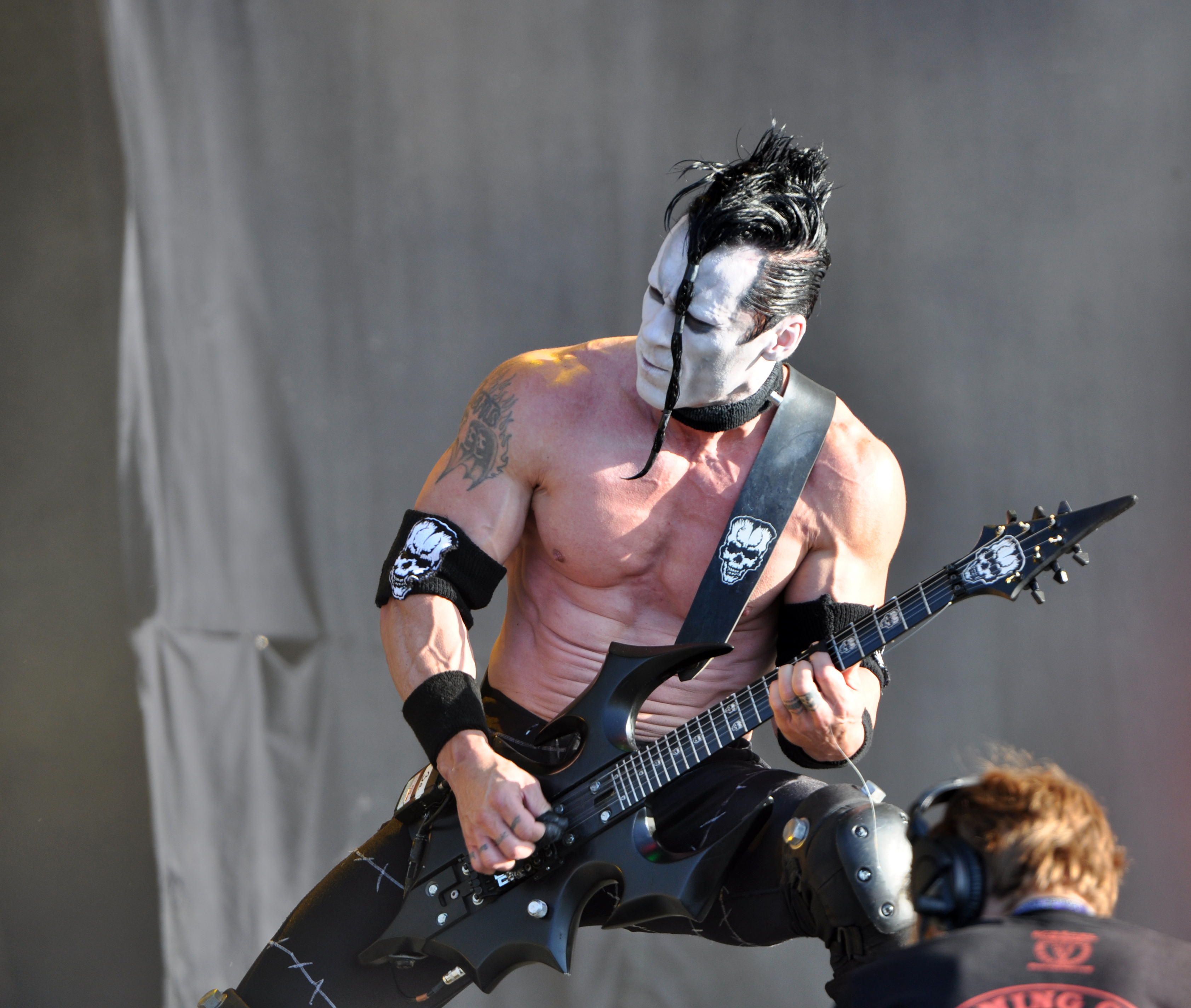
Дойл во время выступления с Danzig на Wacken Open Air 2013, со своей кастомной гитарой «Annihilator»

Стиль игры Дойла на гитаре состоит в основном из даунстроков и пауэр-аккордов. Он признает, что обладает ограниченными возможностями игры на гитаре, полагая, что «отличные песни» важнее инструментальных навыков для достижения профессионального успеха.
В начале своей карьеры он использовал гитару Ibanez Iceman. Однако после экспериментов с гитарами в Kryst the Conqueror, Дойл смастерил свою гитару «Annihilator», изготовленную на заказ, используя свой опыт механика, чтобы спроектировать и сделать гитару самостоятельно. Эти гитары имеют сквозной гриф с графитовым корпусом, оснащены звукоснимателем Seymour Duncan Invader и с использованием струн Dean Markley. Гитара была сделана без внешних винтов на корпусе, поскольку гитары с ними царапали и резали его кожу, когда он играл без рубашки.
В 2000-х Дойл сотрудничал с October Guitars (теперь пишется «Oktober»), чтобы воссоздать «Annihilator» с фирменными звукоснимателями. Несмотря на это, Дойл по-прежнему использует свой собственный «Annihilator», потому что October Guitars не смогли сделать гитару именно так, как он хотел.
С середины 1990-х он использовал рэковый предусилитель Demeter TGP-3, который питает басовую голову Ampeg SVT. Его корпуса для динамиков — собственная разработка Дойла, в которую установлены динамики Celestion. На его педалборде есть Chorus/Flanger от TC Electronic, Micro Flanger от MXR, педаль Whammy IV от Digitech, wah-wah педаль Bad Horsie 2 от Morley, Scrambler от Ampeg и педаль дилея Time Machine от Vox. В его стойке усилителя есть шумоподавитель Decimator от ISP и педаль дисторшна Valve Distortion от Digitech, а также беспроводная система Plus Line 6 G50.

## Личная жизнь
Дойл женился на Стефани Белларс в 2001 году. У пары есть дочь Борисс, которая родилась 17 августа 2002 года. С тех пор пара развелась, бракоразводный процесс был завершен в 2013 году.
С 2013 года Дойл находится в сожительстве с Алиссой Уайт-Глаз, вокалисткой шведской мелодик-дэт-метал группы Arch Enemy. Пара вместе практикует веганство.

## Дискография

### Misfits
- Walk Among Us (1982)
- Evilive (1982, концертный альбом)
- Earth A.D./Wolfs Blood (1983)
- American Psycho (альбом) (1997)
- Evillive II (1998, концертный альбом)
- Famous Monsters (1999)
- Cuts from the Crypt (2001, компиляция)

### Kryst the Conqueror
- Deliver Us from Evil (1989)

### Gorgeous Frankenstein
- Gorgeous Frankenstein (2007)
- You Must See It to Believe It (2010) (DVD-видео)

### Doyle
- Abominator (2013)
- Doyle II: As We Die (2017)